# Lake Rotomanuka (North)
Der Lake Rotomanuka ist einer von zwei nebeneinander liegenden Seen im Waipa District der Region Waikato auf der Nordinsel von Neuseeland.

## Geographie
Der nördlichere Lake Rotomanuka befindet sich wenige hundert Meter östlich bis südöstlich des kleinen Dorfes Ōhaupo und der New Zealand State Highway 3, der durch den Ort führt, passiert den See gut 200 m westlich. Die Stadt Cambridge ist rund 12,5 km ostnordöstlich des Sees zu finden und die Stadt Te Awamutu rund 8 km südlich. Der Lake Rotomanuka erstreckt sich über eine Länge von rund 750 m in Südwest-Nordost-Richtung und misst an seiner breitesten Stelle rund 390 m in Nordwest-Südost-Richtung. Bei einem Seeumfang von rund 1,85 km umfasst seine Fläche rund 18,2 Hektar. Der kleinere Nachbarsee, als Lake Rotomanuka (South) bezeichnet, liegt rund 130 m südöstlich angrenzend. Der pH-Wert des Sees lag 2010 bei 7,2.
Gespeist wird der nördlichere Lake Rotomanuka durch den südlichen Lake Rotomanuka und entwässert über einen kleinen längeren Kanal in Richtung Mystery Creek, der später in den Waikato River mündet.
Das Wassereinzugsgebiet des Sees beträgt 4,79 km².